# Holt Heath (Worcestershire)
Holt Heath – wieś w Anglii, w hrabstwie Worcestershire, w dystrykcie Malvern Hills, w civil parish Holt. Leży 9 km na północ od miasta Worcester i 170 km na północny zachód od Londynu.